# Faunsdale
La ville de Faunsdale est située dans le comté de Marengo, dans l'État de l'Alabama, aux États-Unis. Lors du recensement de 2000, elle comptait 87 habitants.

## Démographie
| 1890 | 1900 | 1910 | 1920 | 1930 | 1940 | 1950 | 1960 |
| ---- | ---- | ---- | ---- | ---- | ---- | ---- | ---- |
| 211  | 333  | 352  | 268  | 264  | 185  | 199  | 124  |

| 1970 | 1980 | 1990 | 2000 | 2010 | - | - | - |
| ---- | ---- | ---- | ---- | ---- | - | - | - |
| 227  | 174  | 96   | 87   | 98   | - | - | - |

## Source
- (en) Cet article est partiellement ou en totalité issu de l’article de Wikipédia en anglais intitulé « Faunsdale, Alabama » (voir la liste des auteurs).